# 馬氏胸棘鯛
馬氏胸棘鯛，是輻鰭魚綱金眼鯛目燧鯛亞目燧鯛科的其中一種。分布於西印度洋區的紅海海域，屬深海魚類，棲息深度510至520公尺，體長可達12.2公分。